# عنبر سائل (سرده)
عنبر سائل (نام علمی: Liquidambar) نام یک سرده از راسته انجیری‌سانان است.

## نگارخانه

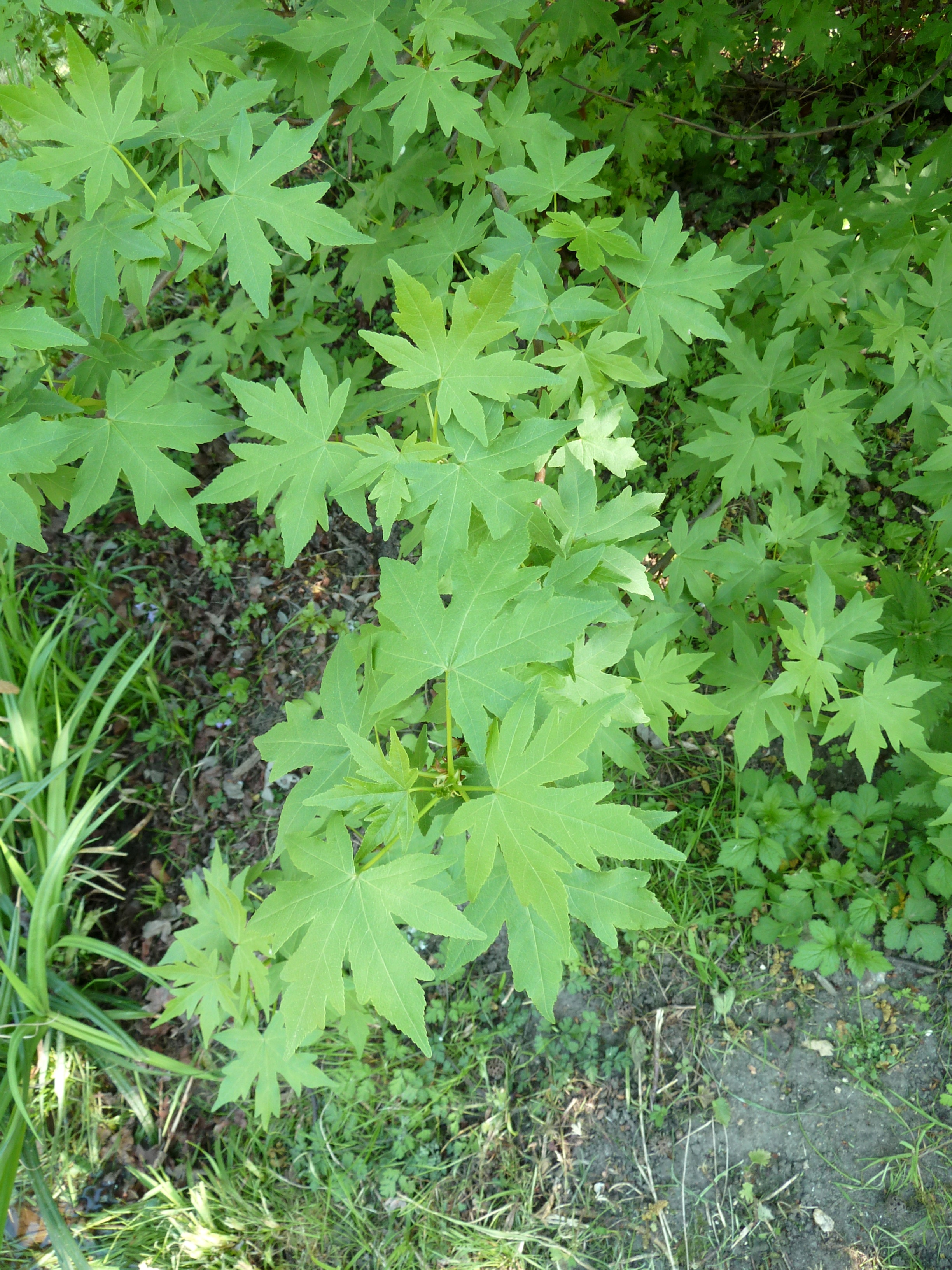
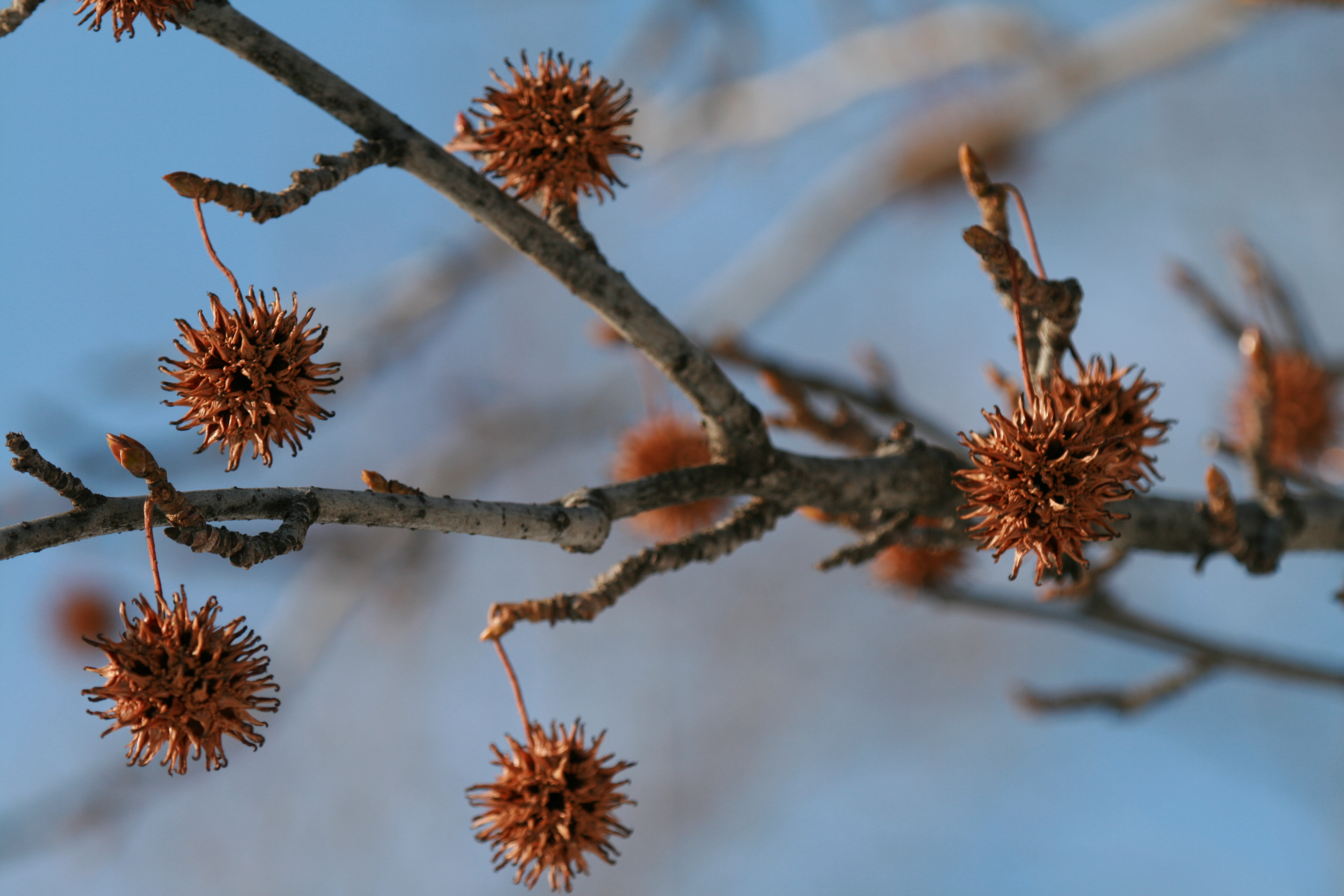
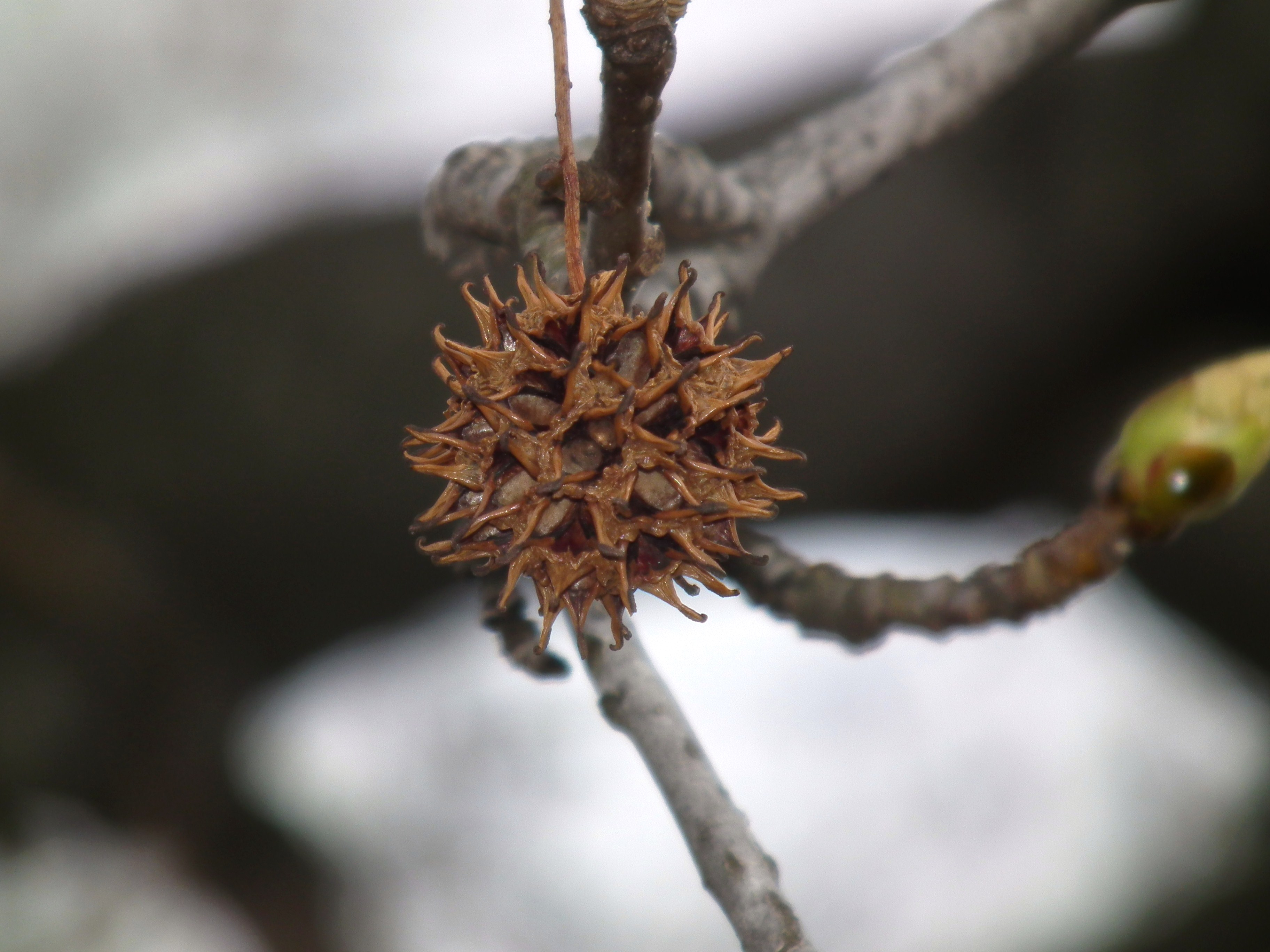